# Persoonia juniperina
Persoonia juniperina (лат.) — кустарник, вид рода Персоония (Persoonia) семейства Протейные (Proteaceae), эндемик юго-восточной Австралии. Небольшой прямостоячий или низкорасположенный кустарник с гладкой корой, молодыми опушёнными ветвями, линейными листьями, жёлтыми цветками и плодами от желтовато-зелёного до пурпурного цвета.

## Ботаническое описание
Persoonia juniperina — прямостоячий или низкорослый кустарник высотой 0,3-2 м с гладкой корой и сильноопушёнными молодыми веточками. Листья линейные, 8-35 мм в длину и 0,7-1,5 мм в ширину. Цветки растут поодиночке или группами до сорока на цветоносе длиной до 150 мм, который после цветения перерастает в листовой побег. Отдельный цветок расположен на опушённой цветоножке длиной 0,8-3 мм. Листочки околоцветника жёлтые, иногда опушенные снаружи, длиной 7-11 мм с жёлтыми пыльниками. Цветение происходит с декабря по февраль. Плод представляет собой овальную костянку от желтовато-зелёного до пурпурного цвета около 10 мм в длину и 8 мм в ширину.

## Таксономия

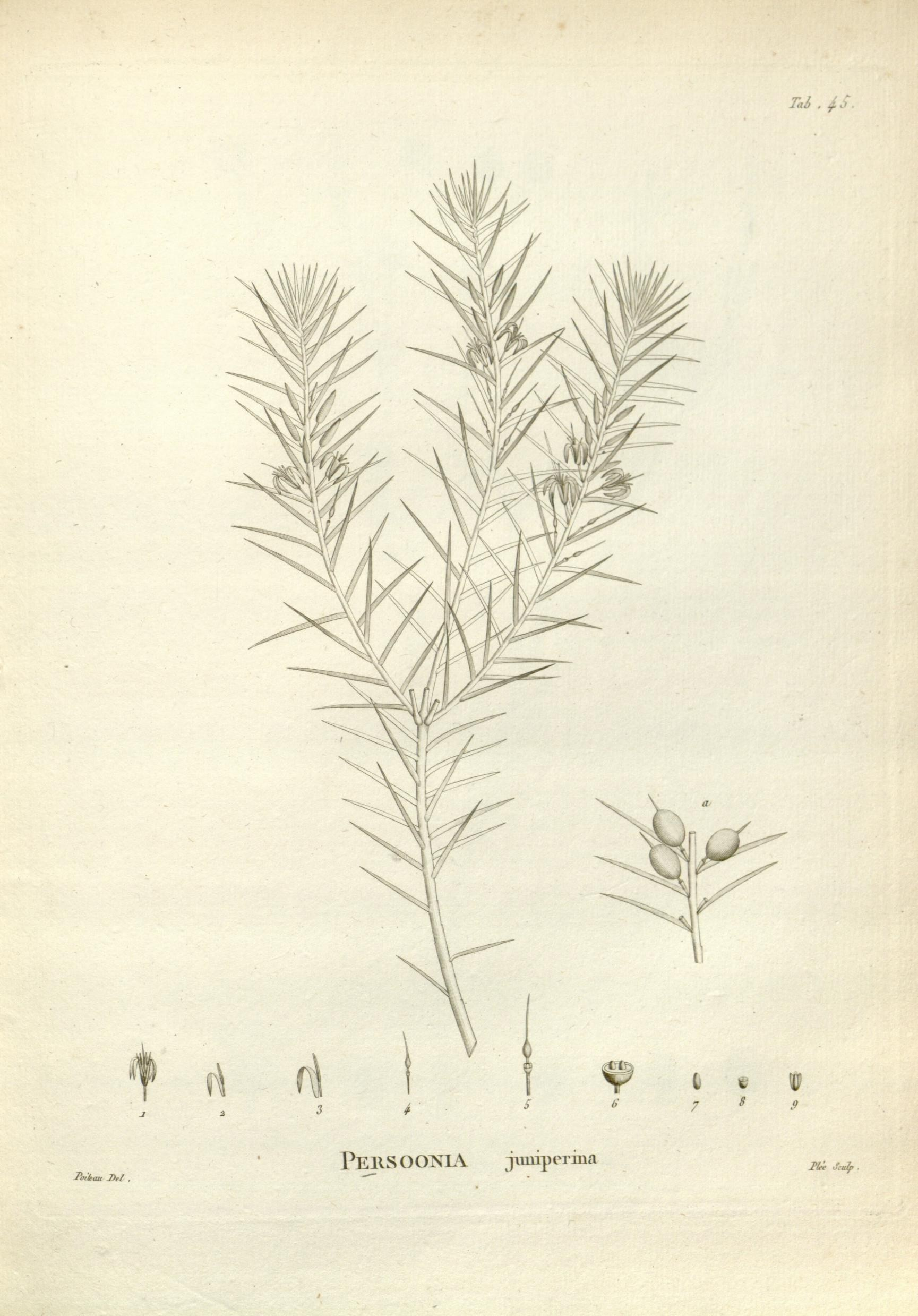
Иллюстрация Persoonia juniperina из книги Жака Лабиллардьера Novae Hollandiae Plantarum (1805)

Persoonia juniperina была впервые официально описана в 1805 году французским натуралистом Жаком Лабиллардьером в его книге Novae Hollandiae Plantarum из образцов, собранных в Тасмании.
По состоянию на октябрь 2020 года Австралийский каталог растений признаёт четыре разновидности P. juniperina:
- Persoonia juniperina var. brevifolia Meisn.[7]
- Persoonia juniperina Labill. var. juniperina[8]
- Persoonia juniperina var. mollis Orchard[9]
- Persoonia juniperina var. ulicina Meisn.[10]

В пределах своего рода P. juniperina классифицируется в группе lanceolata, группе из 54 близкородственных видов с похожими цветками, но очень разной листвой. Эти виды часто скрещиваются друг с другом, где встречаются два члена группы.

## Распространение и местообитание
Persoonia juniperina — эндемик Австралии. Встречается на всей территории Тасмании и от Зелёного мыса на южном побережье Нового Южного Уэльса на юг через Викторию и в юго-восточной части Южной Австралии до Аделаиды. Растёт в склерофитовых лесах и пустошах на высоте 700 м над уровнем моря.